# Văratici
Văratici – wieś w Rumunii, w okręgu Vâlcea, w gminie Costești. W 2011 roku liczyła 397 mieszkańców.